# Tim Wadsworth
Tim Wadsworth (ur. 7 lipca 1983) – kanadyjski zapaśnik walczący w stylu wolnym. Brązowy medalista mistrzostw Wspólnoty Narodów w 2005. Ósmy na akademickich MŚ w 2006 roku. Zawodnik MMA.